# Lokal minimaler Schätzer
Ein lokal minimaler Schätzer, auch lokal optimaler Schätzer genannt, ist ein spezieller erwartungstreuer Punktschätzer in der Schätztheorie, einem Teilgebiet der mathematischen Statistik. Lokal minimale Schätzer streuen für ein vorgegebenes Wahrscheinlichkeitsmaß weniger als alle anderen Schätzer, heißt ihre Varianz ist minimal. Somit sind lokal minimale Schätzer eine Abschwächung von gleichmäßig besten erwartungstreuen Schätzern, die bezüglich einer ganzen Klasse von Wahrscheinlichkeitsmaßen weniger streuen als alle anderen Schätzer.

## Definition
Gegeben sei ein statistisches Modell {\displaystyle (X,{\mathcal {A}},(P_{\vartheta })_{\vartheta \in \Theta })} sowie eine zu schätzende Parameterfunktion
{\displaystyle g:\Theta \to \mathbb {R} }.
Sei {\displaystyle D_{g}} die Menge der erwartungstreuen Schätzer für {\displaystyle g} und
{\displaystyle D_{g}(\vartheta _{0}):=D_{g}\cap {\mathcal {L}}^{2}(P_{\vartheta _{0}})}
die Menge aller erwartungstreuen Schätzer für {\displaystyle g} mit endlicher Varianz bezüglich {\displaystyle P_{\vartheta _{0}}}, wobei {\displaystyle \vartheta _{0}\in \Theta } ist.
Dann heißt ein Schätzer {\displaystyle S\in D_{g}(\vartheta _{0})} lokal minimal in {\displaystyle \vartheta _{0}} oder lokal optimal in {\displaystyle \vartheta _{0}}, wenn  für alle weiteren {\displaystyle T\in D_{g}(\vartheta _{0})} gilt, dass
{\displaystyle \operatorname {E} _{\vartheta _{0}}(S-g(\vartheta _{0}))^{2}\leq \operatorname {E} _{\vartheta _{0}}(T-g(\vartheta _{0}))^{2}}
ist.

## Kovarianzmethode
Die Kovarianzmethode liefert eine Möglichkeit, mittels der Kovarianz lokal minimale Schätzer zu konstruieren oder für einen gegebenen Schätzer zu überprüfen, ob er lokal minimal ist. Es bezeichne hierzu {\displaystyle D_{0}} die Menge aller Null-Schätzer und {\displaystyle D_{0}(\vartheta _{0}):=D_{0}\cap {\mathcal {L}}^{2}(P_{\vartheta _{0}})} die Menge aller Null-Schätzer mit endlicher Varianz bezüglich {\displaystyle P_{\vartheta _{0}}}.
Ist dann ein {\displaystyle S\in D_{g}(\vartheta _{0})} gegeben, so ist {\displaystyle S} genau dann lokal minimal in {\displaystyle \vartheta _{0}}, wenn für alle {\displaystyle N\in D_{0}(\vartheta _{0})}  gilt, dass
{\displaystyle \operatorname {Cov} _{\vartheta _{0}}(S;N)=0}
ist.
Allgemeiner lässt sich die Kovarianzmethode auf jeden linearen Unterraum der Schätzfunktionen anwenden. Ist also {\displaystyle {\mathcal {L}}} solch ein linerear Unterraum, so gilt für ein {\displaystyle S\in {\mathcal {L}}\cap D_{g}(\vartheta _{0})} die Aussage
{\displaystyle \operatorname {Cov} _{\vartheta _{0}}(S;N)=0\quad \mathrm {f{\ddot {u}}r\;alle\;} N\in {\mathcal {L}}\cap D_{0}(\vartheta _{0})},
genau dann, wenn {\displaystyle S} lokal minimal in {\displaystyle \vartheta _{0}} für {\displaystyle {\mathcal {L}}\cap D_{g}(\vartheta _{0})} ist.

## Existenz und Eindeutigkeit
Existenzaussagen für lokal minimale Schätzer beruhen meist auf funktionalanalytischen Konzepten. Die lokal minimalen Schätzer entsprechen genau den Minima des Funktionals, das durch
{\displaystyle T\mapsto \operatorname {E} _{\vartheta _{0}}(T^{2})}
definiert wird. Eine Existenzaussage liefert beispielsweise der Fundamentalsatz der Variationsrechnung. Etwas konkreter lässt sich schlussfolgern: Wird {\displaystyle (P_{\vartheta })_{\vartheta \in \Theta }} von {\displaystyle P_{\vartheta _{0}}} dominiert, sind alle Dichtefunktionen {\displaystyle f_{\vartheta }:={\tfrac {\mathrm {d} P_{\vartheta }}{\mathrm {d} P_{\vartheta _{0}}}}} aus {\displaystyle L^{2}(P_{\vartheta _{0}})} (siehe Lp-Raum) und ist {\displaystyle D_{g}(\vartheta _{0})\neq \emptyset }, so existiert ein Schätzer {\displaystyle S}, der lokal minimal in {\displaystyle \vartheta _{0}} ist.
Die Kovarianzmethode liefert die Eindeutigkeit eines lokal minimalen Schätzers: Existiert ein lokal minimaler Schätzer in {\displaystyle \vartheta _{0}}, so ist dieser {\displaystyle P_{\vartheta _{0}}}-fast sicher eindeutig bestimmt.

## Wichtige Aussagen
Neben den Aussagen für gleichmäßig beste erwartungstreue Schätzer, die auch entsprechend punktweise, also für lokal minimale Schätzer gelten, sind folgende Aussagen wichtig:
- Satz von Barankin und Stein: Er charakterisiert die lokal minimalen Schätzer über den Abschluss der Linearkombinationen der Dichtefunktionen der beteiligten Wahrscheinlichkeitsmaße.
- Chapman-Robbins-Ungleichung: Sie erlaubt eine Abschätzung der Varianz eines Schätzers bezüglich {\displaystyle P_{\vartheta _{0}}} und liefert bei Grenzübergang eine punktweise Version der Cramér-Rao-Ungleichung.